# Smim Htaw Buddhaketi
Smim Htaw Buddhaketi (birm. သမိန်ထောဗုဒ္ဓကိတ္တိ /θəmèɪɴ tʰɔ́ boʊʔda̰ keɪʔtḭ/) – pierwszy król Odrodzonego Królestwa Hanthawaddy, które przerwało rządy dynastii Taungngu w Dolnej Birmie. Od roku 1740 do 1747 bądący etnicznym Birmańczykiem król był marionetkowym przywódcą buntu wznieconego przez Monów. Został on wybrany na króla przez wodzów mońskiego powstania ze względu na swoje królewskie pochodzenie.
Obdarzony mońskim tytułem Smim Htaw Buddhaketi (dosł. „Pan Pręgowanego Słonia”; „ဆင်ကျားရှင်”), ten były buddyjski mnich z trudnością przystosowywał się do roli króla. Jako etniczny Birmańczyk był niechętny wzięciu na siebie ciężaru rządów i dowodzenia armią, zwykle był też nieobecny w stolicy. Większość zadań związanych z rządami i walką pozostała na barkach jego premiera – Binnya Dali, etnicznego Szana. Około grudnia 1747 r. nominalny król abdykował i przeniósł się do Chiang Mai w Królestwie Lanna.

## Tło historyczne
Podczas gdy królestwo Toungoo sprawowało pełną kontrolę na Górną Birmą, na obszarze Dolnej Birmy panowało w pełni jedynie nad Irawadi, Pegu i Thanlyin; pozostałe obszary Dolnej Birmy były w dużym stopniu pozostawione samym sobie, co nie stanowiło problemu ze względu na ich wyludnienie po wojnach XVI w. Jednak do początku XVIII wieku populacja Monów odbudowała się. Wiążący się z tym wzrost aspiracji politycznych lokalnych władców nałożył się na postępujące osłabienie dynastii Toungoo trapionej w tym czasie najazdami z terenu Manipuru. W takiej sytuacji birmański gubernator Pegu zbuntował się przeciw Ava usiłując zyskać niezależność. Następujące po tej nieudanej rebelii wydarzenia doprowadziły do powstania Monów, którzy zaczęli rozglądać się za kandydatem na króla odradzającego się państwa.

## Objęcie tronu
Smim Htaw Buddhaketi był rzekomo synem władcy Paganu zbiegłego na wschód od Pegu po wywołaniu w roku 1714 nieudanego buntu przeciwko królowi Taninganwayowi, którego był wujem. Wychowywał się on wśród Szanów i Karenów zamieszkujących ten region i posługiwał się językiem Monów. Po osiągnięciu dojrzałości został buddyjskim mnichem. Objął on tron w listopadzie lub grudniu 1740 r. (Natdaw 1102 ME) za zgodą mońskich przywódców. Najsilniejszym poplecznikiem króla był Binnya Dala, Nadzorca Stajni Słoni w Pegu, który pomógł mu w objęciu tronu i oddał mu swoją córkę za żonę. Kolejna żona była córką władcy Chaing Mai, który także poparł Swim Htawa. Za znak poparcia niebios dla nowego króla uznawano z kolei fakt, że był on posiadaczem białego słonia (choć w istocie słoń ten miał tylko białe plamy na skórze).

## Panowanie
Nie chcąc bądź nie potrafiąc sprawować rządów i dowodzić armią, Smim Htaw Buddhaketi oddał rzeczywistą kontrolę nad administracją i wojskiem Binnya Dali. Wkrótce po objęciu tronu przez nowego króla Monowie opanowali Prome i Toungoo oraz cały kraj na południe od tych miast, a od roku 1742 rozpoczęli coroczne najazdy wzdłuż biegu Irawadi, podchodząc aż pod mury Ava. W prowadzeniu wojny pomocne okazało się posiadanie przez armię Pegu pewnej ilości broni palnej oraz grupy holenderskich i portugalskich najemników. W roku 1743, podczas zdobywania Thanlyin, doszło do spalenia brytyjskiej faktorii handlowej, co spowodowało jej przeniesienie na wyspę Negrais u ujścia rzeki Basejn. W tym samym roku król przyjął dobrze w Pegu katolickiego biskupa Gallizię wraz z towarzyszącym mu duchowieństwem. Jednak w następnym roku, w czasie działań przeciwko Kompanii Ostendzkiej, doszło do zamordowania biskupa. Podczas jednej z wypraw, w roku 1745, wodzowie mońskiej armii zaproponowali dowódcy wojsk Ava rozejm powołując się na pokrewieństwo ich królów. Propozycja spotkała się z odmową, a wzmianka o królewskim pokrewieństwie wyśmiana: „Małpa siedząca na drzewie choćby się ubrała w ludzkie szaty nie stanie się człowiekiem”. W r. 1747 król ogłosił abdykację i w towarzystwie swoich gwardzistów zbiegł do Chiang Mai.
Smim Htaw Buddhaketi był lubiany przez swoich poddanych. Miał opinię łagodnego i nastawionego przyjaźnie do ludzi. Po jego abdykacji tron objął Binya Dala.